# Стад Рю де Леннінген
Стад Рю де Леннінген (фр. Stade Rue de Lenningen) — футбольний стадіон у місті Канах, Люксембург, місткістю 1000 глядачів. Домашня арена команди «Женесс» (Канах). Назва стадіону походить від назви вулиці, на якій він розташований — вулиця Леннінген.